# 瓦伊塔佩

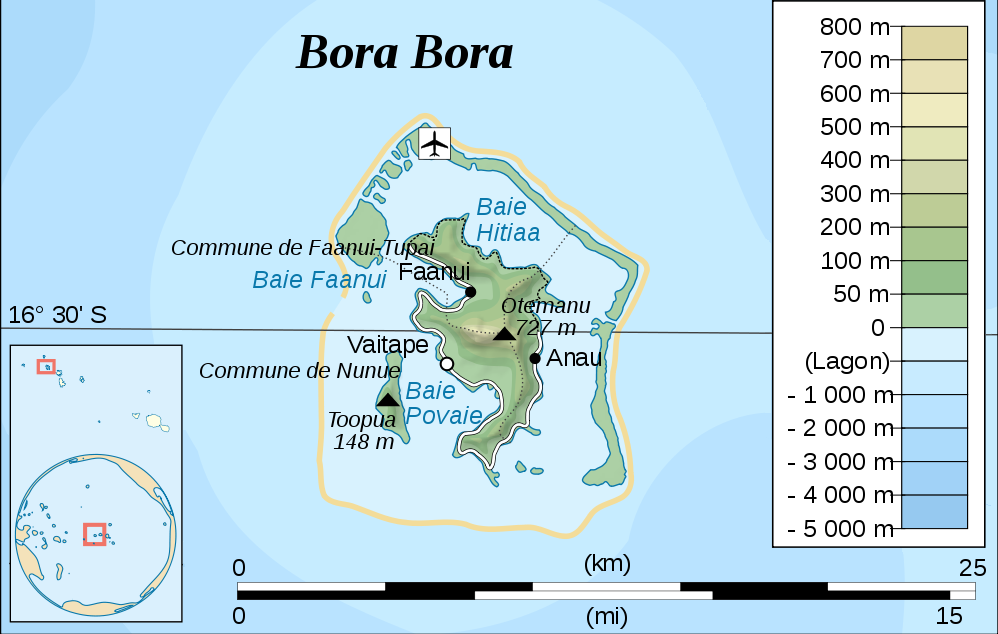
瓦伊塔佩位于博拉博拉岛西部。

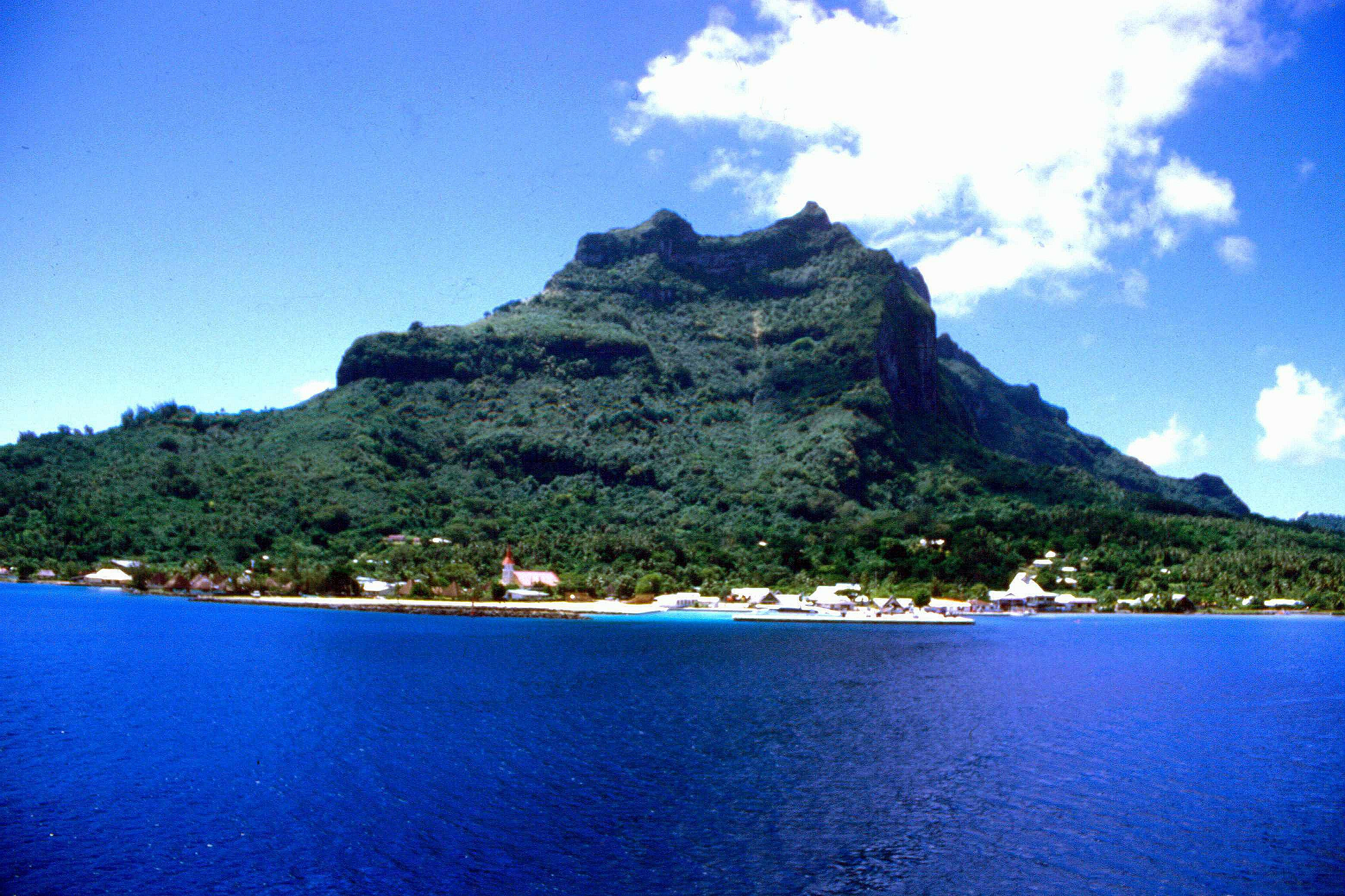
瓦伊塔佩

瓦伊塔佩（法語：Vaitape）是法属波利尼西亚博拉博拉岛上最大的城镇，人口为4927，约占该岛总人口（约10605）的一半。瓦伊塔佩位于法属波利尼西亚首府帕皮提西北约210公里处。瓦伊塔佩的主要语言是法语，但约有20%的人口使用塔希提语。9世纪，波利尼西亚人开始在瓦伊塔佩定居。19世纪，瓦伊塔佩是博拉博拉王国的首都。